# سیارک ۷۷۲

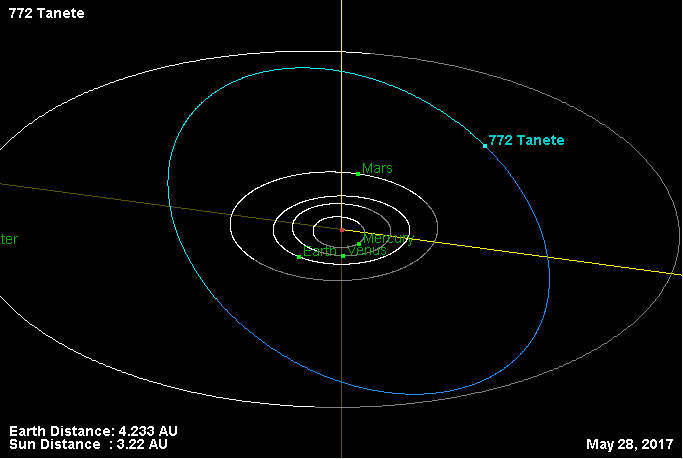
نمایی از محل قرارگیری سیارک ۷۷۲ در مدار – ۲۰۱۷

سیارک ۷۷۲ (به انگلیسی: 772 Tanete، نامگذاری:1913TR) هفتصد و هفتاد و دومین سیارک کشف شده‌است که در ۱۹ دسامبر ۱۹۱۳ و در هایدلبرگ کشف شد.
قدر مطلق سیارک برابر ۸٫۳۳ است.